# The Delta Machine Tour
The Delta Machine Tour a fost un turneu mondial susținut de formația britanică Depeche Mode cu scopul de a promova cel de al XXIII-lea album de studiou, Delta Machine.

## Playlist
1. "Welcome to My World"
2. "Angel"
3. "Walking in My Shoes"
4. "Precious"
5. "Black Celebration"
6. "Policy of Truth"
7. "Should Be Higher"
8. "Barrel of a Gun"
9. Cântece interpretate de Martin Gore
  - "Higher Love"
  - "Only When I Lose Myself"
10. Cântece interpretate de Martin Gore
  - "The Child Inside"
  - "When the Body Speaks"
11. "Heaven"
12. "Soothe My Soul"
13. "A Pain That I'm Used To" (Jacques Lu Cont Remix version)
14. "A Question of Time"
15. "Secret to the End"
16. "Enjoy the Silence"
17. "Personal Jesus"
18. "Goodbye"
19. Cântece interpretate de Martin Gore
  - "A Question of Lust"
  - "Home"
20. "Halo" (Goldfrapp Remix version)
21. "Just Can't Get Enough"
22. "I Feel You"
23. "Never Let Me Down Again"

## Etapa I:Europa
| Data          | Țara       | Oraș             | Locația                   | Spectatori |
| 4 mai 2013    | Franța     | Nisa             | Palais Nikaia             |            |
| 7 mai 2013    | Israel     | Tel Aviv         | Hayarkon Park             |            |
| 10 mai 2013   | Grecia     | Atena            | Terra Vibe                |            |
| 12 mai 2013   | Bulgaria   | Sofia            | Estadio Georgi Asparuhov  |            |
| 15 mai 2013   | România    | București        | Arena Națională           |            |
| 17 mai 2013   | Turcia     | Istanbul         | Kucukciftlik Park         |            |
| 19 mai 2013   | Serbia     | Belgrad          | Usce Park                 |            |
| 21 mai 2013   | Ungaria    | Budapesta        | Stadionul Ferenc Puskás   |            |
| 23 mai 2013   | Croația    | Zagreb           | Hippodrome                |            |
| 25 mai 2013   | Slovacia   | Bratislava       | Štadión Pasienky          |            |
| 28 mai 2013   | Anglia     | Londra           | O2 Arena                  |            |
| 29 mai 2013   | Anglia     | Londra           | 02 Arena                  |            |
| 1 iunie 2013  | Germania   | München          | Stadionul Olimpic         |            |
| 3 iunie 2013  | Germania   | Stuttgart        | Mercedes-Benz Arena       |            |
| 5 iunie 2013  | Germania   | Frankfurt        | Commerzbank-Arena         |            |
| 7 iunie 2013  | Elveția    | Berna            | Stade de Suisse           |            |
| 9 iunie 2013  | Germania   | Berlin           | Olympiastadion            |            |
| 11 iunie 2013 | Germania   | Leipzig          | Red Bull Arena            |            |
| 13 iunie 2013 | Danemarca  | Copenhaga        | Parken Stadion            |            |
| 15 iunie 2013 | Franța     | Paris            | Stade de France           |            |
| 17 iunie 2013 | Germania   | Hamburg          | Imtech Arena              |            |
| 22 iunie 2013 | Rusia      | Moscova          | Stadionul Lokomotiv       |            |
| 24 iunie 2013 | Rusia      | Sankt Petersburg | CSC Petersburg            |            |
| 27 iunie 2013 | Suedia     | Borlänge         | Festivalul Peace & Love   |            |
| 29 iunie 2013 | Ucraina    | Kiev             | NSC Olimpiyskiy           |            |
| 3 iulie 2013  | Germania   | Düsseldorf       | ESPRIT arena              |            |
| 5 iulie 2013  | Germania   | Düsseldorf       | ESPRIT arena              |            |
| 7 iulie 2013  | Belgia     | Werchter         | Rock Werchter             |            |
| 9 iulie 2013  | Elveția    | Locarno          | Festivalul Moon and Stars |            |
| 11 iulie 2013 | Spania     | Bilbao           | Bilbao BBK Live           |            |
| 13 iulie 2013 | Portugalia | Lisabona         | Festivalul Optimus Alive  |            |
| 16 iulie 2013 | Franța     | Nîmes            | Amfiteatrul din Nîmes     |            |
| 18 iulie 2013 | Italia     | Milano           | Stadionul Giuseppe Meazza |            |
| 20 iulie 2013 | Italia     | Roma             | Olimpico                  |            |
| 23 iulie 2013 | Cehia      | Praga            | Synot Tip Arena           |            |
| 25 iulie 2013 | Polonia    | Varșovia         | Stadion Narodowy          |            |
| 27 iulie 2013 | Lituania   | Vilnius          | Vingio Parkas             |            |
| 29 iulie 2013 | Belarus    | Minsk            | Minsk Arena               |            |

## Etapa a II-a:America de Nord
| Data                  | Țara                       | Oraș             | Locația                          | Spectatori |
| 22 august 2013        | Statele Unite ale Americii | Detroit          | DTE Energy Music Theatre         |            |
| 24 august 2013        | Statele Unite ale Americii | Chicago          | First Midwest Bank Amphitheatre  |            |
| 27 august 2013        | Statele Unite ale Americii | Saint Paul       | Minnesota State Fair             |            |
| 30 august 2013        | Statele Unite ale Americii | Atlantic City    | Ovation Hall                     |            |
| 1 septembrie 2013     | Canada                     | Toronto          | Molson Canadian Amphitheatre     |            |
| 3 septembrie 2013     | Canada                     | Montreal         | Bell Centre                      |            |
| 6 septembrie 2013     | Statele Unite ale Americii | Brooklyn         | Barclays Center                  |            |
| 8 septembrie 2013     | Statele Unite ale Americii | Wantagh          | Nikon at Jones Beach Theater     |            |
| 10 septembrie 2013    | Statele Unite ale Americii | Washington D. C. | Jiffy Lube Live                  |            |
| 12 septembrie 2013    | Statele Unite ale Americii | Atlanta          | Aaron’s Amphitheatre at Lakewood |            |
| 14 septembrie 2013    | Statele Unite ale Americii | Tampa            | Live Nation Amphitheatre         |            |
| 15 septembrie 2013    | Statele Unite ale Americii | Fort Lauderdale  | BB&T Center                      |            |
| 18 septembrie 2013    | Statele Unite ale Americii | Houston          | Cynthia Woods Mitchell Pavilion  |            |
| 20 septembrie 2013    | Statele Unite ale Americii | Dallas           | Gexa Energy Pavilion             |            |
| 22 septembrie 2013    | Statele Unite ale Americii | San Diego        | Sleep Train Amphitheatre         |            |
| 24 septembrie de 2013 | Statele Unite ale Americii | Santa Bárbara    | Santa Barbara Bowl               |            |
| 26 septembrie 2013    | Statele Unite ale Americii | Mountain View    | Shoreline Amphitheatre           |            |
| 28 septembrie 2013    | Statele Unite ale Americii | Los Angeles      | Staples Center                   |            |
| 29 septembrie 2013    | Statele Unite ale Americii | Los Angeles      | Staples Center                   |            |
| 2 octombrie 2013      | Statele Unite ale Americii | Los Angeles      | Staples Center                   |            |
| 6 octombrie 2013      | Statele Unite ale Americii | Paradise         | Pearl Concert Theatre            |            |
| 8 octombrie 2013      | Statele Unite ale Americii | Phoenix          | Desert Sky Pavilion              |            |

## Etapa a III-a:AsiașiEuropa
| Data              | Țara                  | Oraș        | Locația                     | Spectatori |
| 3 noiembrie 2013  | Emiratele Arabe Unite | Abu Dhabi   | du Arena                    |            |
| 7 noiembrie 2013  | Irlanda de Nord       | Belfast     | Odyssey Arena               |            |
| 9 noiembrie 2013  | Irlanda               | Dublin      | O2 Arena                    |            |
| 11 noiembrie 2013 | Scoția                | Glasgow     | Hydro Arena                 |            |
| 13 noiembrie 2013 | Anglia                | Leeds       | Leeds Arena                 |            |
| 15 noiembrie 2013 | Anglia                | Manchester  | MEN Arena                   |            |
| 17 noiembrie 2013 | Franța                | Lille       | Grand Stade Lille Métropole |            |
| 19 noiembrie 2013 | Anglia                | Londra      | O2 Arena                    |            |
| 23 noiembrie 2013 | Germania              | Hannover    | TUI Arena                   |            |
| 25 noiembrie 2013 | Germania              | Berlin      | O2 World                    |            |
| 27 noiembrie 2013 | Germania              | Berlin      | O2 World                    |            |
| 1 decembrie 2013  | Germania              | Erfurt      | Messehalle                  |            |
| 3 decembrie 2013  | Germania              | Bremen      | OWB Arena                   |            |
| 5 decembrie 2013  | Germania              | Oberhausen  | Konig Pilsener Arena        |            |
| 7 decembrie 2013  | Olanda                | Amsterdam   | Ziggo Dome                  |            |
| 13 decembrie 2013 | Norvegia              | Oslo        | Telenor Arena               |            |
| 15 ianuarie 2014  | Spania                | Barcelona   | Palau Sant Jordi            |            |
| 17 ianuarie 2014  | Spania                | Madrid      | Palacio de los Deportes     |            |
| 18 ianuarie 2014  | Spania                | Madrid      | Palacio de los Deportes     |            |
| 21 ianuarie 2014  | Franța                | Montpellier | Park&Suites Arena           |            |
| 23 ianuarie 2014  | Franța                | Lyon        | Halle Tony Garnier          |            |
| 25 ianuarie 2014  | Belgia                | Amberes     | Sportpaleis                 |            |
| 27 ianuarie 2014  | Angola                | Birmingham  | LG Arena                    |            |
| 2 februarie 2014  | Franța                | Strasbourg  | Zénith                      |            |
| 4 februarie 2014  | Germania              | Mannheim    | SAP Arena                   |            |
| 8 februarie 2014  | Austria               | Viena       | Stadthalle                  |            |
| 12 februarie 2014 | Germania              | Dresda      | Messehalle                  |            |
| 24 februarie 2014 | Polonia               | Lodz        | Atlas Arena                 |            |

## Referinte
Arhivat în 27 octombrie 2016, la Wayback Machine.